# ترغو فروموس
ترغو فروموس هي مدينة تقع في محافظة ياش في رومانيا وبلغ عدد سكانها 13,619 نسمة حسب إحصائيات عام 2004م.

## صور

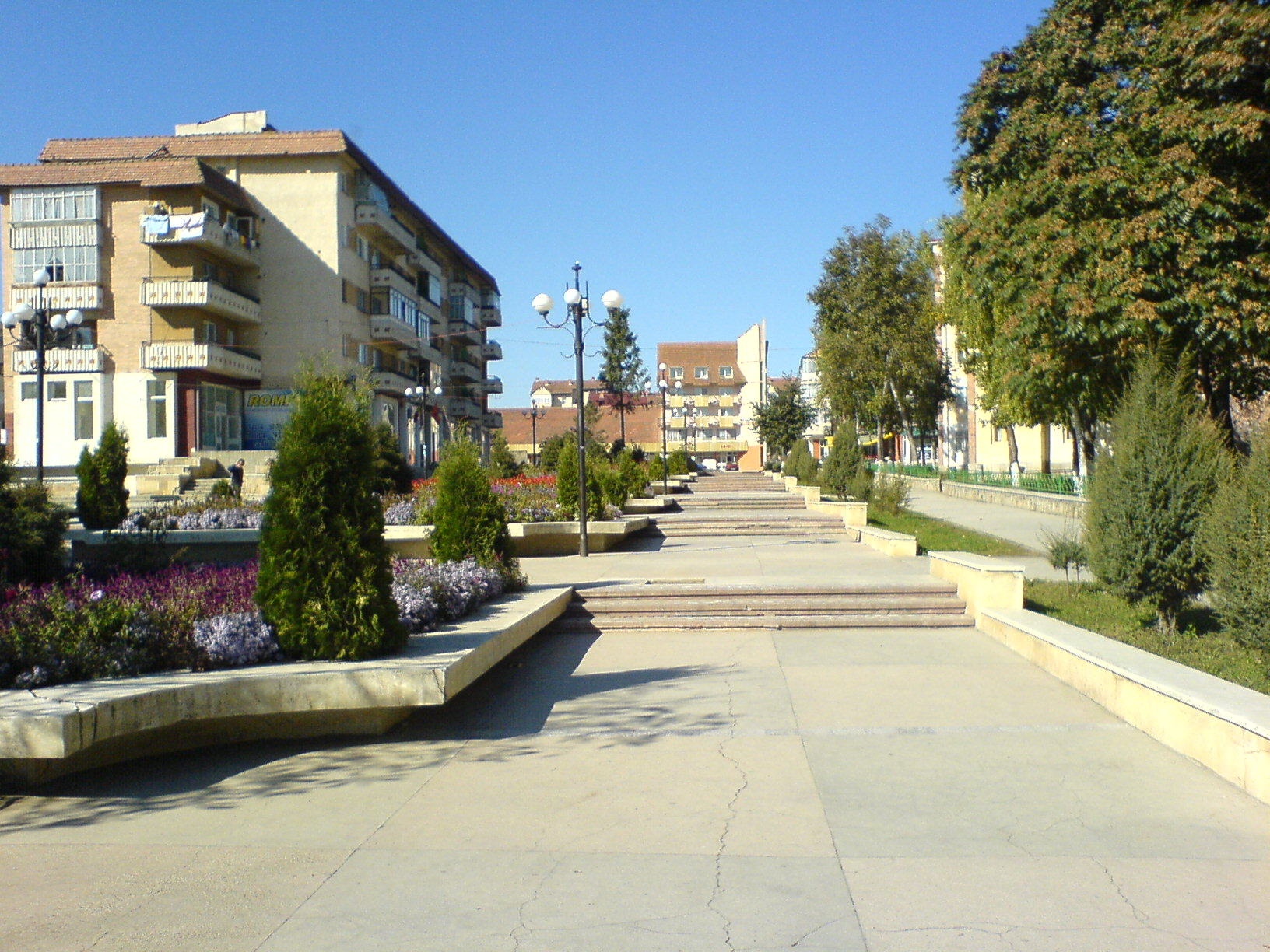
المتنزة المركزي
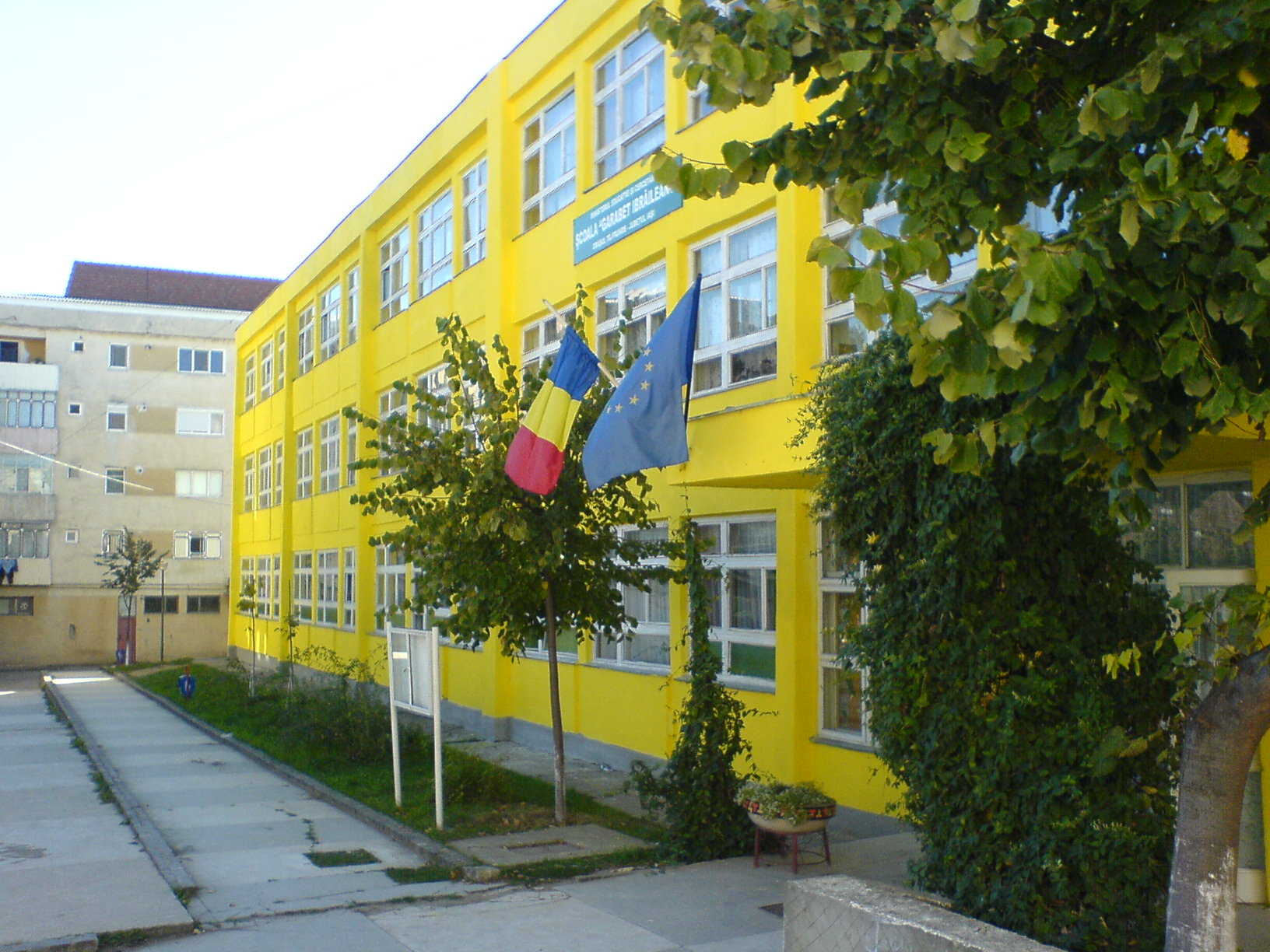
مدرسة غاربات يبرايليانو